# Ascensión del Corazón de Jesús

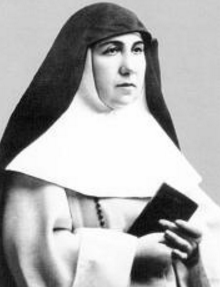
Sr. Ascensión del Corazón de Jesús

Schwester Ascensión del Corazón de Jesús MDR (geb. Florentina Nicol Goñi) (* 14. März 1868 in Tafalla, Navarra, Spanien; † 24. Februar 1940 in Pamplona, Spanien) war eine spanische Ordensschwester und Ordensgründerin. Sie wird in der katholischen Kirche als Selige verehrt.

## Leben
Florentina Nicol Goñi trat mit 17 Jahren bei den Dominikanerinnen in Huesca ein und nahm den Ordensnamen Ascensión del Sagrado Corazón an. In Huesca führten die Schwestern ein Kolleg, an dem Schwester Ascensión 28 Jahre unterrichtete. Im Jahr 1912 wurde die Schule von der Regierung geschlossen. Der apostolische Vikar von Puerto Maldonado,  Bischof Ramon Zubieta y Les, lud einige Schwestern ein, ins Amazonasbecken im Norden Perus Schulen zu errichten. 1914 kamen die Schwestern im Departamento Madre de Dios an. Der damalige Ordensmeister der Dominikaner, P. Ludwig Theissling, schlug die Gründung eines Missionsordens vor, wozu Schwester Ascensión berufen wurde. So wurden im Jahr 1918 die Misioneras Dominicas del Santísimo Rosario (Missionsdominikanerinnen vom Rosenkranz) ins Leben gerufen. Schwester Ascensión wurde später die erste Generaloberin und hielt dieses Amt fast bis zu ihrem Tod inne. Heute ist der Missionsorden in 21 Ländern tätig mit 770 Schwestern.

## Seligsprechung
Sr. Ascensión del Corazón de Jesús wurde zusammen mit Sr. Marianne Cope am 14. Mai 2005 in Rom seliggesprochen. Ihr Gedenktag in der Liturgie ist der 24. Februar.